# آئنیاس در حال فرار از تروآ

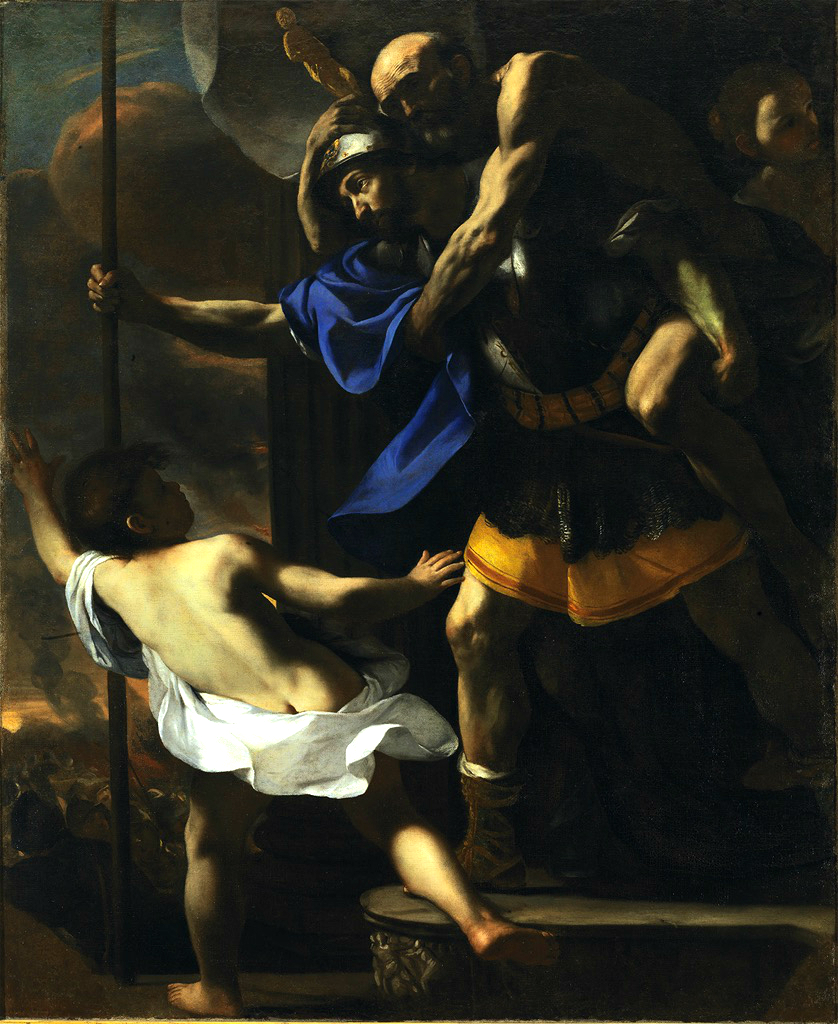

آئنیاس در حال فرار از تروآ (انگلیسی: Aeneas Fleeing Troy) نقاشی رنگ روغن روی بوم است که ۱۶۴۰–۱۶۴۵ توسط باروک ایتالیاییماتیا پرتی، کشیده شده‌است امروزه در گالری ملی هنر باستانی در کاخ باربرینی نگهداری می‌شود.